# Lagwagon
Lagwagon är ett amerikanskt punkrockband bildat 1990 av fem gruppmedlemmar från Santa Barbara, Kalifornien. Bandet hette först Section 8, men bytte namn efter att ha släppt sin första demo. 

## Historia
Bandet spelade till en början heavy metal-influerad punkrock, men inriktade sig efterhand mer och mer mot punkrock. Deras första skiva, Duh spelades in 1992 och gavs ut via Fat Wreck Chords (skivbolaget som bandet sedan dess varit trogna). Bandets första "hit" blev "Mr. Coffee". Debuten följdes 1994 av albumet Trashed, med låten "Island of Shame" som uppnådde hitstatus i punkrockkretsar. Därefter kom deras hittills bäst säljande skiva Hoss 1995, med låtar som "Violins", "Bombs Away", "Move the Car" och "Razor Burn". Skivorna Double Plaidinum och Let's Talk about Feelings kom 1997 respektive 1998.
2000 släpptes Let's Talk about Leftovers - en samling av tidigare outgivna låtar, demos, och annat överblivet material. Den kom under MyRecords-labeln som var sångaren Joey Capes eget bolag. När My Records lades på hyllan 2002, tog Fat Wreck Chords över distributionen. Ett år senare, 2003, kom Blaze ut, vilken rosades av fansen. 2005 släpptes dels liveskivan Live in a Dive, men även ett nytt studioalbum med namnet Resolve,  tillägnat förre trummisen Derrick Plourde. 2008 släpptes EP:n I Think My Older Brother Used To Listen To Lagwagon som till stor del bestod av låtar från Joey Capes solokarriär.
I januari 2010 intervjuades Joey Cape i den kanadensiska tidningen Exclaim! och avslöjade samtidigt att basisten Jesse Buglione, en av bandets ursprungsmedlemmar, lämnar bandet. Buglione bekräftade detta själv på Lagwagons officiella forum kort därpå. Gällande bandets framtid så svarade Cape med osäkerhet och lade fram att det finns en viss sorg över att så pass få av de ursprungliga medlemmarna finns kvar och att det påverkar hans motivation att fortsätta göra saker med bandet. Han lägger fram att han gärna träffar bandet någon gång i månaden och spelar in en låt, eller kanske två eller tre stycken på några månader. I övrigt så gavs inget klart svar angående bandets framtid. Jesse Buglione ersattes av Joe Raposo från Rich Kids on LSD.
Lagwagon spelade 2014 in skivan Hang med Bill Stevenson and Jason Livermore i studion The Blasting Room, Ft Collins, CO.
2019 kom skivan Railer

## Medlemmar
- Joey Cape - sång (1990- )
- Joe Raposo - bas (2010- )
- Chris Flippin - gitarr (1990- )
- Dave Raun - trummor (1996- )
- Chris "Leon" Rest - gitarr (1998- )

### Tidigare medlemmar
- Derrick Plourde - trummor (1990-1996)
- Shawn Dewey - gitarr (1990-1997)
- Ken Stringfellow - gitarr (1997)
- Jesse Buglione - bas (1990-2010)

## Diskografi

### Album
- 1992 – Duh
- 1994 – Trashed
- 1995 – Hoss
- 1997 – Double Plaidinum
- 1998 – Let's Talk About Feelings
- 2000 – Let's Talk About Leftovers (samling)
- 2003 – Blaze
- 2005 – Live in a Dive (live)
- 2005 – Resolve
- 2014 – Hang

### Singlar och EP:s
- 1992 – Tragic Vision/Angry Days
- 1994 – Brown Eyed Girl (splitsingel med Jughead's Revenge)
- 1999 – A Feedbag of Truckstop Poetry
- 2008 – I Think My Older Brother Used to Listen to Lagwagon